# Babylon (pel·lícula de 1980)
Babylon és una pel·lícula dramàtica britànica del 1980 dirigida per Franco Rosso. Escrita per Franco Rosso i Martin Stellman (Quadrophenia), i rodada pel guanyador de dos Oscars Chris Menges (Els crits del silenci), Babylon és un retrat incendiari de la tensió racial i la brutalitat policial ambientat a Brixton, Londres. La pel·lícula, basada en la partitura propulsiva de Dennis Bovell, es basa en part en el fals empresonament de Bovell per fer funcionar un sound system jamaicà, Sufferer's Hi Fi, a mitjans dels anys 70.
Produïda per Gavrik Losey i la National Film Finance Corporation, la pel·lícula es considera un clàssic.

## Argument
Babylon segueix un jove DJ de reggae (Brinsley Forde, M.B.E., líder del grup britànic Aswad) del sistema de so Ital 1 Lion a l'era Thatcher al Sud de Londres mentre persegueix les seves ambicions musicals alhora que lluita ferotgement contra el racisme i la xenofòbia dels empresaris, els veïns, la policia i el National Front.

## Repartiment
- Brinsley Forde com a Blue
- Karl Howman com a Ronnie
- Trevor Laird com a Beefy
- Brian Bovell com a Spark
- Víctor Romero Evans com a amant
- David N. Haynes com Errol
- Archie Pool com a Dreadhead
- T-Bone Wilson com a Wesley
- Mel Smith com a Alan
- Beverly Michaels com a Elaine
- Maggie Steed com a dona al garatge tancat
- Bill Moody com un home al balcó
- Stefan Kalipha com a Fat Larry
- Beverly Dublin com a Sandra
- Granville Garner com el pare de Sandra
- Mark Monero com a Carlton
- David Cunningham com Sir Watts
- Cosmo Laidlaw com a Rastaman
- Terence Dackombe com a Thug
- Mikey Campbell com a promotor
- Angus Zeb com a porter
- Wendell McKellar com a porter
- Frank Sylvester com a aixecador de pesos
- David Gant com a comissari de policia
- Michael Gunn com a detectiu a la porta
- Harry Miller com a detectiu a la porta
- Yvonne Agard com a Sra. Watts
- Alan Igbon com a Rupert
- Donovan Platt com a William
- Charles Cork com a detectiu del CID
- Gary Whelan com a detectiu CID
- David Macdonald com a líder de la banda blanca
- Derek Broome com a director d'autobús
- Anthony Trent com a Fence
- Patrick Worrall com a Spooky
- Malcolm Frederick com a Llop
- Vilma Hollingbery com a Woman in Street
- Cynthia Powell com a mare
- King Sounds com a Compere
- Ann Duncan com la noia de Beefy
- Jah Shaka com ell mateix

## Producció
Babylon es va rodar als carrers de Deptford i Brixton, Londres. La història se centra en la cultura sound system i temes de brutalitat policial, racisme, pobresa i desil·lusió amb la manca d'oportunitats.
Babylon es va rodar amb un programa de rodatge de sis setmanes, totalment a South London i al West End. La seu de producció es trobava a sobre d'una església divagada a Deptford. El plató estava totalment tancat als visitants, inclosos els periodistes, a causa de la delicada temàtica de la pel·lícula i del fet que el rodatge es feia en una zona de Londres on hi havia tensió racial.
El repartiment d'actors va ser escollit amb cura, amb l'ajuda de la directora de càsting Sheila Trezise, Franco Rosso i Martin Stellman, que ja tenien molts contactes dins de la comunitat negra. A part dels actors habituals, hi havia molts figurants. La gran majoria eren de les Índies occidentals que vivien al voltant de les zones de Deptford, Lewisham, Peckham i Croydon.

## Música
La pel·lícula inclou una banda sonora totalment reggae i dub, que inclou artistes com Yabby U, I-Roy, Aswad i Dennis Bovell.

## Estrena
Babylon es va estrenar mundialment a la Semaine de la critique al Festival Internacional de Cinema de Canes el 1980.
Va rebre una qualificació X i es va estrenar al Regne Unit a finals de 1980, i va aparèixer al Festival Internacional de Cinema de Toronto l'11 de setembre de 1981. Originalment es va considerar "massa controvertit i probable que inciti a la tensió racial" per ser projectada al Festival de Cinema de Nova York, la pel·lícula no es va estrenar als Estats Units fins al 8 de març de 2019. El llançament als Estats Units va ser distribuït per Kino Lorber i Seventy-Seven.
El 20 d'agost de 2019, Babylon es va publicar en Blu-ray i DVD per Kino Lorber.

## Recepció

### Resposta crítica
Babylon va rebre elogis de la crítica tant al seu llançament original de 1980 com al 2019 als Estats Units. Molts van lloar la seva representació de la vida juvenil negra al sud de Londres durant l'era Thatcher. Wesley Morris de The New York Times va triar la pel·lícula com a crítica, afirmant que la pel·lícula "encara se sent nova... Esteu mirant persones que, l'Anglaterra de 1980, eren, almenys, essent vistes correctament, seriosament.” Hua Hsu de The New Yorker va assenyalar com "poques pel·lícules retraten aquest moment de la vida afrobritànica com "Babylon" de Franco Rosso.
La pel·lícula també va rebre elogis pels seus temes de violència racial i brutalitat policial. Robert Abele del Los Angeles Times va qualificar la pel·lícula d'"assertiva i exuberant... viva com pot ser una pel·lícula". Jaya Saxena de GQ descriu el viatge de Blue com "una història amb apostes literalment èpiques".
La pel·lícula té un índex d'aprovació del 100% basat en 27 crítiques a l'agregador de ressenyes Rottentomatoes.

### Reconeixements
Per Babylon, Franco Rosso va guanyar el 1981 els Evening Standard British Film Awards al Cineasta més prometedor.